# Правило Заде
Правило Заде́ (известное также как правило меньшего использования) — это алгоритмическое улучшение симплекс-метода для линейной оптимизации.
Правило предложил в 1980-х годах Норман Заде и оно стало популярным с тех пор в выпуклой оптимизации.
Заде объявил о награде в $1000 любому, кто сможет показать, что правило приводит к полиномиальному числу итераций или доказать, что существует семейство задач линейного программирования, для которых это правило ввода переменных в базис требует субэкспоненциального числа итераций для нахождения оптимума.

## Алгоритм
Правило Заде принадлежит семейству исторически обусловленных улучшений, которые по ходу работы симплекс-метода держат дополнительные данные вдобавок к текущему базису симплекс-метода.
Правило выбирает среди всех переменных, которые можно ввести в базис, ту, которая реже всего вводилась в базис, интуитивно надеясь, что переменные могут дать существенное улучшение в нескольких итерациях, но которые на каждой отдельной итерации дают небольшое улучшение.
Дополнительные структуры данных в алгоритме Заде могут, таким образом, быть смоделированы как число вхождений, отображающее все переменные в целые числа и показывающее, сколько раз конкретная переменная попадала в базис. На каждой итерации алгоритм выбирает для ввода в базис переменную, соответствующую минимальному значению в этом списке.
Заметим, что правило не определяет однозначно, какая переменная будет выбрана в случае равенства числа вводов в базис.

## Суперполиномиальная нижняя граница
Путём построения семейства марковских процессов принятия решений, в которых алгоритм требует суперполиномиального числа шагов, было показано, что правило Заде имеет по меньшей мере cуперполиномиальную сложность в худшем случае.
Результат представил Оливер Фридман на конференции 2011 года Ассоциации математической оптимизации «Целочисленное Программирование и Комбинаторная Оптимизация». Норман Заде, хотя он уже не занимался в это время научной работой, присутствовал на конференции и выполнил своё обещание.